# Umidjon Ismanov
Umidjon Akbaraliyevch Ismanov (ur. 13 listopada 1989) – uzbecki zapaśnik walczący w stylu wolnym. Zajął dwudzieste miejsce na mistrzostwach świata w 2017. Trzeci na igrzyskach azjatyckich w 2014. Złoty medal na mistrzostwach Azji w 2013 i brązowy w 2015 i 2017. Wicemistrz halowych igrzysk azjatyckich w 2017.
Czwarty w Pucharze Świata w 2009; dwunasty w 2011. Piąty na Uniwersjadzie w 2013, jako zawodnik Tashkent Region State Institute of Education w Angren. Trzeci na mistrzostwach świata juniorów w 2008, mistrz Azji juniorów w 2009 roku.